# Prefetto d'Egitto

La provincia romana d'Egitto nel I-III secolo, da Augusto ai Severi.

Il Prefetto d'Egitto (titolo ufficiale praefectus Alexandreae et Aegypti) era il titolo assegnato al governatore della provincia romana d'Egitto a partire dal 30 a.C., quando Augusto scelse per tale carica Gaio Cornelio Gallo.
Di rango equestre, il prefetto era scelto direttamente dall'imperatore, a cui solo rendeva conto. La ricchezza e l'estensione dell'Egitto ne faceva una delle province più importanti e al tempo stesso pericolose per la stabilità dell'impero, tanto da essere affidata a un funzionario di stretta fiducia del Principe, esterno al ceto aristocratico senatorio (i senatori avevano financo il divieto assoluto di recarvisi) e ridotto nel rango e nell'autorevolezza.
Il prefetto era normalmente coadiuvato da un idiologo (dal gr. ἴδιος λόγος, propr. "conto privato"), ereditato dalla monarchia tolemaica, che era responsabile per i beni imperiali e della riscossione delle entrate straordinarie (delle multe e dei dazi).

## Storia

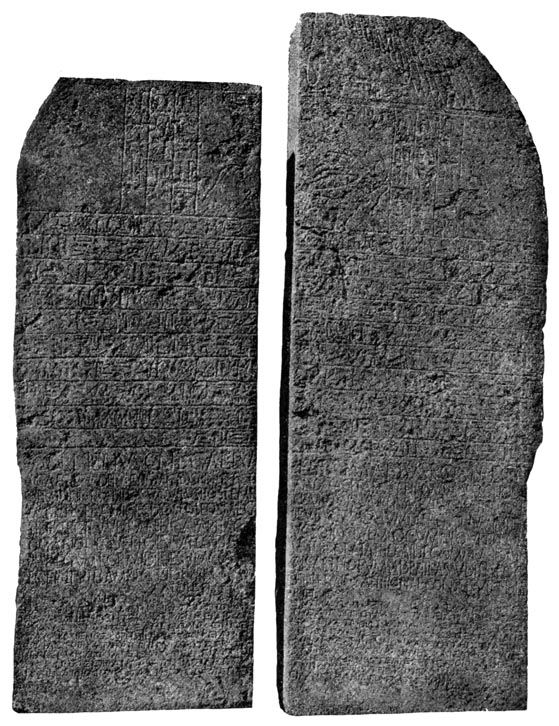
La stele trilingue di File, 29 a.C., prima menzione della prefettura d'Egitto.

Il suo mandato non aveva limiti temporali e contemplava, unico nella categoria dei governatori equestri (sino alla creazione della provincia di Mesopotamia sotto Settimio Severo), l'imperium militiae, ovvero il comando sulle truppe cittadine, le legioni (all'inizio tre, poi dall'età di Adriano una). Il fondamento giuridico della prefettura egiziana fu una legge comiziale che Ottaviano fece promuovere appena rientrato a Roma dopo la vittoria su Marco Antonio nel 30/29 a.C.; in questa legge era contemplato l'imperium di Ottaviano sulla provincia, di cui l'imperium del prefetto ne era diretta derivazione; i poteri del prefetto si basavano sulla similitudo proconsulis, attraverso un'analogia con la figura del proconsole repubblicano: se da una parte ne garantivano i medesimi poteri, dall'altra non ne facevano un magistrato, bensì un sostituto dello stesso, nel qual caso, l'imperatore.
Il prefetto non possedeva, infatti, un imperium proprio (come nel caso dei consoli, dei proconsoli, dei pretori, dei propretori), ma un imperium concesso dall'imperatore.
Il prefetto d'Egitto perciò non fu mai un agente privato dei Cesari in Egitto, come l'Egitto non fu mai una proprietà privata di Augusto: tale teoria è stata da tempo superata dalla storiografia moderna.
Il prefetto aveva sede in Alessandria d'Egitto, antica capitale dei re della Dinastia tolemaica. Qui aveva sede anche la cancelleria e tutti gli uffici del comando centrale romano nella provincia nilotica. Il prefetto restava in carica sino all'arrivo del successore.
La prefettura d'Egitto era inizialmente considerata la massima carica riservata per un cavaliere, l'apice del fastigium equestre. Già dall'età Giulio-Claudia, però, il prefetto d'Egitto cedette il passo al prefetto del pretorio, il quale, data la vicinanza alla persona dell'imperatore e quindi al centro vitale del potere, divenne la prefettura di maggior prestigio. La prefettura rimase la carica concernente il governo d'Egitto (benché ormai con incarichi prettamente civili) anche dopo la riforma di Diocleziano; il suo mandato tuttavia si limitò al Basso-Egitto e al Fayum; il resto del paese fu affidato al praeses.